# Sac de Barcelone (985)
Pour les articles homonymes, voir Siège de Barcelone.
La sac de Barcelone (ou siège de Barcelone) fut une des batailles des campagnes musulmanes contre les territoires chrétiens menés par Almanzor à la fin du Xe siècle.

## Antécédents
Le califat omeyyade de Cordoue ne faisait pas d'incursions vers le comté de Barcelone car il pensait qu'il bénéficiait de l'appui du royaume de France ou l'Empire byzantin, mais du moment qu'Almanzor eut la certitude que Lothaire de France ne viendrait pas en renfort car ses armées étaient mobilisées ailleurs, il décida de l'attaquer. Cette attaque répondait plus à des objectifs de politique interne au Califat - faire taire les critiques - et une volonté d'impressionner le monde chrétien qu'à une volonté d'annexer la ville.
La première attaque contre le comté eut lieu en 978, alors que ses troupes revenaient d'une expédition contre le royaume de Navarre, où il attaqua Alfaro et Pampelune, le château d'al-Daliya (Lilla, municipalité de Montblanc). En 982, une nouvelle campagne fut menée en Catalogne où il conquit le château de Munt Fariq (Le château du Phare, a Llinars del Vallès) sur la route de Girone et au retour il conquit Wutina (Òdena). Une nouvelle expédition en 984 de retour de Sepúlveda (Razia de 984) se fit de nouveau sur les territoires du comté de Barcelone.
Almanzor sortit de Cordoue le 5 mai 985, et se dirigea vers Murcie pour faire des provisions pour l'expédition qui suivit la côte méditerranéenne, recueillant la cavalerie à Valence et Tortosa, alors que selon l'historien Gaspar Feliu i Montfort, il se dirigea plutôt vers Tolède et passa par Saraqusta et Lleida.
L’assaut de Barcelone fut précédé par une bataille que Borrell II perdit : la bataille de Rovirans et devant imminence de l'attaque le comte de Barcelone publia un ban d’expédition publique pour que les cavaliers aillent secourir Barcelone. Le monastère de Sant Cugat fut également attaqué causant la mort de l’abbé Joan et de douze moines, certains réfugiés à Barcelone d’autres dans le cénacle qui fut détruit et ses archives brulées.

## La bataille
Les musulmans bâtirent sur le lieu-dit Basseia une machine de siège avec laquelle ils lancèrent environ 500 cadavres de la bataille de Rovirans, qui tombèrent sur la place en face de l'Église Sants Just i Pastor.
L'assaut eut lieu le 6 juillet, escaladant et brisant les murailles et enfonçant les portes. Bien que nombre de défenseurs moururent ou furent capturés la plupart des notables s'en sortirent, notamment le comte Borrell II, l'évêque Vives, et l'ensemble des chanoines. La cause probable est que la totalité de la ville ne fut pas occupée et qu'au moins certaines tours ne furent pas conquises. Le sac de la ville fut sélectif, dans les fossés et dans certaines parties de l'enceinte.

## Conséquences
La prise de la ville fut suivie de saccages, de destructions et d'incendies, tels que des monastères de Sant Pau del Camp et de Sant Pere de les Puelles. Almanzor laissa la ville très rapidement, et le 23 juillet, il rentrait déjà à Cordoue. Il fit des captures sélectives, seuls l'intéressait ceux pour qui il pouvait demander une bonne rançon et les jeunes destinés au marché d'esclaves.
Les demandes d'aide du comte Borrell II furent ignorées par le roi des Francs Lothaire qui avait alors ses propres problèmes avec le comté de Verdun. La conséquence fut l'éloignement rapide des comtes de Barcelone envers leur suzerain et en 988 Borrell II refusa de renouveler le pacte de vassalité avec Hugues Capet, nouveau roi des Francs, et, de fait les territoires sous le contrôle du comte de Barcelone furent indépendants.